# يان بلاكستون
يان بلاكستون (بالإنجليزية: Ian Blackstone)‏ هو لاعب كرة قدم بريطاني، ولد في 7 أغسطس 1964 في هاروغيت في المملكة المتحدة. لعب مع نادي ساوثبورت ونادي سكاربورو ونادي هاروجيت تاون ونادي يورك سيتي.

## وصلات خارجية
- يان بلاكستون على موقع قاعدة بيانات كرة القدم.إي يو (الإنجليزية)
- يان بلاكستون على موقع Soccerbase.com (لاعب) (الإنجليزية)